# فینال لیگ قهرمانان اروپا ۲۰۰۱

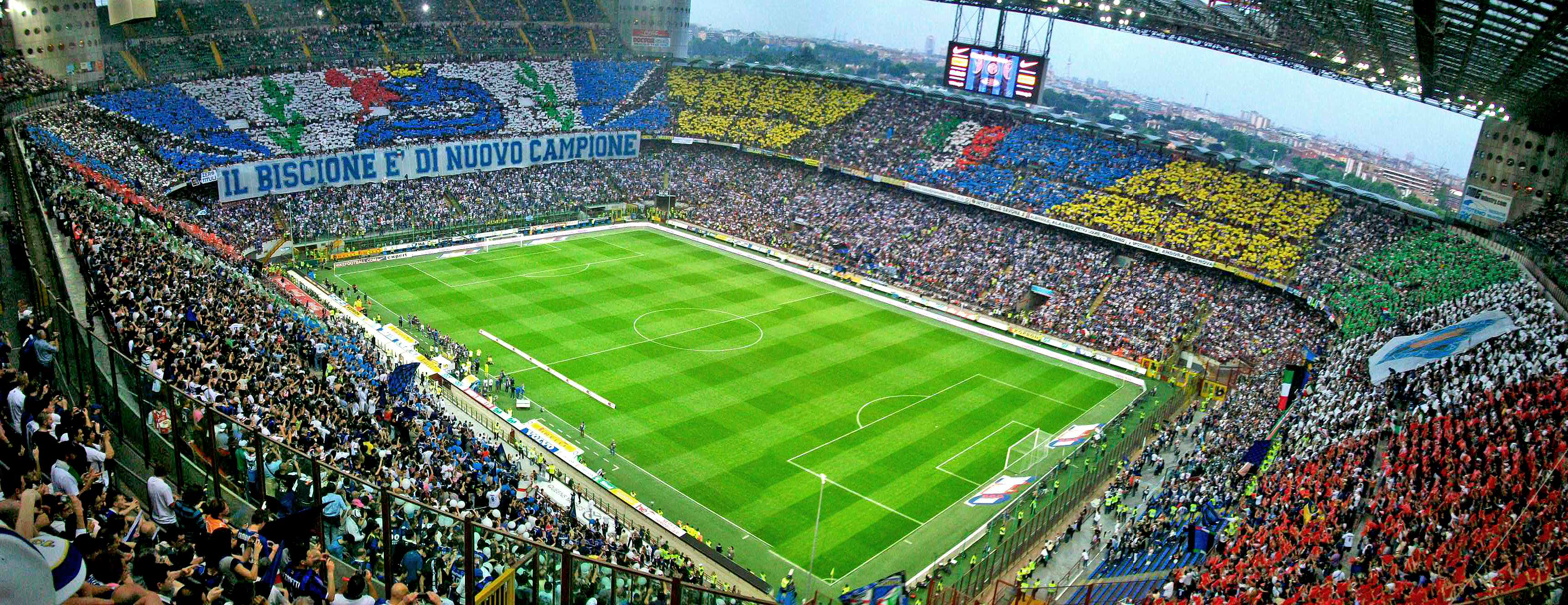
ورزشگاه سن سیرو، محل برگزاری بازی فینال

فینال لیگ قهرمانان اروپا ۲۰۰۱، رقابت پایانی لیگ قهرمانان اروپا در سال ۲۰۰۱ میلادی است که مابین دو تیم بایرن مونیخ و باشگاه فوتبال والنسیا در ورزشگاه سن سیرو، میلان برگزار شده‌است.
این مسابقه که در تاریخ ۲۳ مه ۲۰۰۱ انجام شده‌است با نتیجه ۱ بر ۱ در زمان معمول به پایان رسید. در ضربات پنالتی تیم بایرن مونیخ با نتیجه ۵ بر ۴ به پیروزی رسید و به چهارمین عنوان قهرمانی خود دست یافت. این اولین قهرمانی آنها در جام اروپا در یک ربع قرن بود که دومین شکست متوالی والنسیا در فینال (2000 و 2001) را نشان می داد. از آنجایی که تمام گل‌های این مسابقه از ضربات پنالتی به ثمر رسید، همچنین بایرن مونیخ یک پنالتی را در زمان عادی از دست داد و قهرمان در ضربات پنالتی مشخص شد، این بازی لیگ قهرمانان اروپا به یک فینال "تمام پنالتی" تبدیل شد. فینال 2001 دیدار فینالیست های بازنده دو فصل قبل بود - بایرن مونیخ در سال 1999 به منچستریونایتد باخت و والنسیا در سال 2000 به رئال مادرید باخت.
این ششمین فینال جام ملت‌های اروپا بود که در ضربات پنالتی تعیین شد و دومین فینال در لیگ قهرمانان اروپا بود. این دومین قهرمانی اوتمار هیتزفلد در لیگ قهرمانان اروپا پس از کسب آن با بوروسیا دورتموند در سال 1997 بود که او را به دومین مربی در تاریخ جام‌های اروپا پس از ارنست هاپل تبدیل کرد که با دو باشگاه قهرمان این رقابت‌ها شد. در همین حال، این سومین شکست متوالی هکتور کوپر در فینال اروپا بود. او فینال جام برندگان جام یوفا 1999 را با مایورکا از دست داد، قبل از شکست در فینال لیگ قهرمانان اروپا در سال 2000.